# Krishna (distrikt)
Krishna är ett distrikt i Indien.   Det ligger i delstaten Andhra Pradesh, i den södra delen av landet, 1 400 km söder om huvudstaden New Delhi. Antalet invånare är 4 517 398. Arean är 8 727 kvadratkilometer. Krishna gränsar till Nalgonda och West Godāvari.
Terrängen i Krishna är platt söderut, men norrut är den kuperad.
Följande samhällen finns i Krishna:
- Vijayawada
- Machilipatnam
- Gudivada
- Nūzvīd
- Kanuru
- Jaggayyapeta
- Kondapalle
- Nandigāma
- Vuyyūru
- Pedana
- Yanamalakuduru
- Avanigadda
- Pāmarru
- Kaikalūr
- Gannavaram
- Vissannapeta
- Gollapūdi
- Challapalle
- Penuganchiprolu
- Kankipādu
- Gudlavalleru
- Ramanakkapeta
- Korukollu
- Gampalagūdem
- Pallevāda